# Ryūtarō Shibata
Ryūtarō Shibata (japanisch 柴田 隆太朗 Shibata Ryūtarō; * 25. November 1992 in Nagasaki) ist ein ehemaliger japanischer Fußballspieler.

## Karriere
Shibata erlernte das Fußballspielen in der Schulmannschaft der Kunimi High School und der Universitätsmannschaft der Takushoku-Universität. Seinen ersten Vertrag unterschrieb er 2015 beim Matsumoto Yamaga FC. Der Verein spielte in der höchsten Liga des Landes, der J1 League. Am Ende der Saison 2015 stieg der Verein in die J2 League ab. Ende 2017 beendete er seine Karriere als Fußballspieler.